# Polyimide

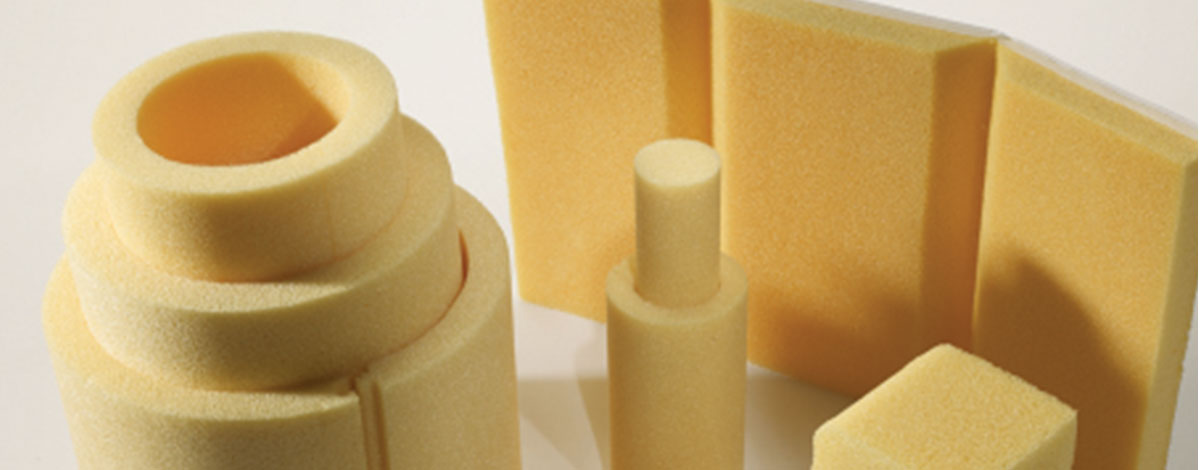
Mousse isolante Solimide

Les polyimides (en abrégé PI) sont des polymères colorés (souvent ambrés) qui comportent des groupes imide dans leur chaîne principale. Les polyimides sont surtout connus pour leur thermostabilité.

## Classification
Selon la composition de leur chaine squelettique, les polyimides peuvent être classés en :
- aliphatiques ;
- semi-aromatiques ;
- aromatiques : c'est le cas des polyimides les plus largement utilisés en raison de leur caractère thermostable.

Selon les réactifs utilisés pour leur synthèse, les polyimides peuvent être :
| Famille de polyimide                      | Type de polyimide                                      | Réactifs                                |
| ----------------------------------------- | ------------------------------------------------------ | --------------------------------------- |
| Polyimides non réticulés                  | Polyimides linéaires (PI)                              | Deux monomères                          |
| Polyimides non réticulés                  | Polyimides thermoplastiques (TPI)                      | Un ou deux monomères et un pré-polymère |
| Polyimides réticulés (thermodurcissables) | Polybismaléimides (BMI)                                | Un monomère et un agent réticulant      |
| Polyimides réticulés (thermodurcissables) | Polyimides PMR (Polymerization of Monomeric Reactants) | Deux monomères et un agent réticulant   |

Ces polymères de spécialité se trouvent sur le plan commercial sous les noms de Kapton (commercialisé en 1962) et Vespel de DuPont, Upilex d'UBE, P84 d'Evonik Fibers, Meldin de Saint-Gobain Performance Plastics, etc.

## Polyimides linéaires
Plusieurs voies de synthèse sont possibles pour préparer les polyimides linéaires. Parmi ces méthodes :
- la réaction entre un dianhydride et une diamine[2],[3] (la plus courante) ;
- la réaction entre un dianhydride et un diisocyanate[4].

### Synthèse par réaction entre un dianhydride et une diamine
Cette synthèse implique la polycondensation d’une diamine et d’un dianhydride dans un solvant aprotique dipolaire. La réaction entre la diamine et le dianhydride donne un produit intermédiaire, le poly(acide amique), qui doit être cyclisé. La cyclisation de ce polymère précurseur par voie chimique ou thermique donne le polyimide final et un sous-produit, l'eau.
- Traitement thermique

Ce mode de cyclisation implique un traitement thermique du poly(acide amique) allant jusqu'à 200 °C. Un taux de cyclisation maximum est alors obtenu. Toutefois, la libération d’eau peut entraîner l’hydrolyse du poly(acide amique) et ainsi limiter les masses moléculaires. Néanmoins, cette méthode constitue l’approche la plus utilisée.
- Traitement chimique

Le traitement du poly(acide amique), à température ambiante, par un mélange d’agents chimiques déshydratants (le plus souvent amine tertiaire/anhydride linéaire) conduit à la formation du polyimide. Un traitement thermique léger (inférieur à 100 °C) complète la réaction de déshydratation. Ce processus est moins intéressant commercialement du fait de sa complexité de mise en œuvre, mais les phénomènes d’hydrolyse du poly(acide amique) sont absents.

### Synthèse par réaction entre un dianhydride et un diisocyanate
La réaction entre un diisocyanate et un dianhydride a lieu dans un solvant polaire ou à l’état fondu. Elle a lieu en une seule étape et donne un sous-produit, le dioxyde de carbone. La synthèse des polyimides en utilisant des diisocyanates à la place des diamines conventionnelles est moins utilisée bien qu’elle présente un certain nombre d’avantages :
- la formation facilitée des cycles imide en une seule étape au lieu de deux ;
- la synthèse à une température moins élevée (inférieure à 100 °C au lieu de 200 °C) ;
- l’élimination facile du dioxyde de carbone au lieu de l'eau, sous-produits des réactions.

## Polyimides thermoplastiques
Pour contourner la difficulté de leur mise en œuvre, de nouveaux polyimides ont été fabriqués dès le début des années 1980. Ces polyimides thermoplastiques portent des groupes qui permettent de les rendre fusibles et solubles et ceci sans altérer de manière significative leurs propriétés. Le tableau suivant donne deux exemples de ces polyimides thermoplastiques.
| Polyimides thermoplastiques | Exemple                                                                                     | Température maximale d'utilisation en continu |
| --------------------------- | ------------------------------------------------------------------------------------------- | --------------------------------------------- |
| Polyétherimide (PEI)        | Ultem (Sabic à la suite de son achat en 2007 de la division Plastiques de General Electric) | 170 °C                                        |
| Polyamideimide (en) (PAI)   | Torlon (Solvay Advanced Polymers)                                                           | 200 °C                                        |

## Polyimides thermodurcissables
Les polyimides thermodurcissables sont commercialisés sous forme non réticulée en solution, sous forme de films et en pièces (rondins, tubes, plaques, bagues, disques, barres, etc.). La forme non réticulée contient un ou deux types de monomères (diamine, dianhydride, etc.) et un agent réticulant. 

## Polyimides thermostables

### Propriétés
Leur densité est voisine de 1,4. Les polyimides sont des polymères dont les propriétés sont surtout liées directement à leur structure en semi-échelle. Ils présentent une bonne résistance :
- mécanique : chocs, usure, fluage, frottements, etc. ;
- thermique :
  - température de transition vitreuse supérieure à 200 °C,
  - température de fusion : aucune,
  - température de dégradation pouvant atteindre 400 °C,
  - faible coefficient de dilatation, d'où un faible retrait au moulage,
  - bonne résistance au feu ;
- chimique : huiles, graisses, liquides frigorigènes, kérosène, solvants chlorés ;
- électrique : isolants (faible coefficient diélectrique) ;
- aux radiations : utilisation dans le domaine du nucléaire.

Malgré les nombreuses propriétés déjà citées, les polyimides souffrent encore de certaines limitations voire inconvénients :
- mise en œuvre difficile car ils sont infusibles et insolubles (excepté dans l'acide sulfurique concentré) ;
- mauvaise résistance chimique aux acides minéraux concentrés, aux bases, aux agents oxydants et en présence d'eau bouillante.

### Utilisation
Étant donné leurs performances et leurs prix, les polyimides sont surtout utilisés dans les secteurs de pointe :
- aérospatiale : pièces de réacteurs ;
- électronique : circuits imprimés, câbles flexibles, isolation, etc. Par exemple, sur un ordinateur portable, le câble qui relie l'écran au corps et qui est sollicité à chaque ouverture et fermeture de l'ordinateur, est souvent composé de polyimide ;
- mécanique : supports et engrenages.

Les polyimides sont également utilisés comme matrice dans les matériaux composites. Il s'agit alors de polyimides thermodurcissables, ou de bismaléimides. Associés aux fibres de verre ou de carbone, ils présentent de très bonnes caractéristiques thermiques, mécaniques et électromagnétiques. Ils sont notamment utilisés pour la réalisation de radomes dans le domaine aéronautique, ainsi que dans l'avionique.
Les polyimides thermostables absorbent peu et diffusent peu les rayons X, c'est pourquoi ils sont utilisés comme fenêtre de tubes à rayons X et dans les montages expérimentaux sur les lignes synchrotrons.